# Braxentjärnen, Västmanland
Braxentjärnen är en sjö i Skinnskattebergs kommun i Västmanland och ingår i Norrströms huvudavrinningsområde.